# Docteur M
Pour plus de détails, voir Fiche technique et Distribution.
Docteur M est un film franco-italiano-allemand réalisé par Claude Chabrol, sorti en 1990.

## Synopsis
Une vague de suicides déferle sur Berlin-Ouest. Un policier, le lieutenant Hartmann, commence son enquête…

## Fiche technique
- Titre original : Docteur M, également typographié Dr M
- Réalisation : Claude Chabrol
- Scénario : Sollace Mitchell, d'après le roman « Mabuse der Spieler » de Norbert Jacques
- Adaptation : Claude Chabrol
- Direction artistique : Albrecht Konrad, Thomas Schappert
- Décors : Dante Ferretti, Wolfgang Hundhammer
- Costumes : Egon Strasser
- Photographie : Jean Rabier
- Son : Axel Arft
- Musique : Mekong Delta
- Montage : Monique Fardoulis
- Production déléguée : Hans Brockmann, François Duplat, Adolphe Viezzi
- Sociétés de production : 
  - France : La Sept Cinéma, FR3 Cinéma, Solyfic, Cléa Productions
  - Italie : Ellepi Films
  - Allemagne :ZDF, NEF Filmproduktion
- Société de distribution : Pyramide Distribution
- Pays de production :  Allemagne,  Italie,  France
- Langue originale : anglais
- Format : couleur — 35 mm —  son Dolby stéréo
- Genre : policier et science-fiction
- Date de sortie en salles : 
  - Allemagne de l'Ouest : 24 mai 1990
  - France : 21 novembre 1990

## Distribution
- Alan Bates : Dr Marsfeldt / Docteur Mabuse
- Jennifer Beals : Sonja Vogler
- Jan Niklas : Klaus Hartmann
- Hanns Zischler : Moser
- Benoît Régent : Stieglitz
- Jean Benguigui : Rolf
- William Berger : Penck
- Michaël Degen : Reimar von Geldern
- Peter Fitz (en) : Egon Veidt
- Tobias Hoesl : Achim
- Béatrice Macola : Anna Sednik
- Andrew McCarthy : l'assassin
- Daniela Poggi : Kathi
- Wolfgang Preiss : Kessler
- Alexander Radszun : Engler
- Bela Tanas : Roman Lipp

## Thématique
Le film est conçu comme un hommage à Fritz Lang, dont on célèbre alors le centenaire de sa naissance. Ainsi, Chabrol reprend le personnage de Docteur Mabuse et a dans la distribution Wolfgang Preiss qui joua le rôle-titre du film Le Diabolique Docteur Mabuse trente ans plus tôt,,.